# 无知 (米兰·昆德拉)
《无知》（法语原名：L'Ignorance）是米兰·昆德拉2000年的小说作品。
在此昆德拉一反一贯的嘲讽与戏谲，用冷酷的笔触讲述了被迫流亡者的无奈。书中主要人物都是在1968年布拉格之春后流亡。历经波折后在1989年后共产党政权垮台后回到捷克。但他们发现收留他们的西方社会对他们的同情随着社会主义的消失而同时消退，而家乡的人对他们在西方的经历毫无兴趣。进退维谷，20年的流亡生涯似乎被一笔勾销。作者无情的对所谓乡愁，未来，性，爱情，甚至时间本身进行了解剖。最后作者以无知的胜利与记忆的失败而告终。